# Almoines (kommunhuvudort)
Almoines är en kommunhuvudort i Spanien.   Den ligger i provinsen Província de València och regionen Valencia, i den östra delen av landet, 300 km sydost om huvudstaden Madrid. Almoines ligger 40 meter över havet och antalet invånare är 1 668.
Terrängen runt Almoines är kuperad åt sydväst, men åt nordost är den platt. En vik av havet är nära Almoines åt nordost.Runt Almoines är det ganska tätbefolkat, med 166 invånare per kvadratkilometer. Närmaste större samhälle är Gandia, 2,6 km norr om Almoines. 